# Ivan Supek
Ivan Supek [ívan súpek], hrvaški fizik, filozof, pisatelj, mirovnik in humanist, * 8. april 1915,  Zagreb, Hrvaška, † 5. marec 2007, Zagreb.
Supek je diplomiral leta 1940 na Filozofski fakulteti v Zagrebu. Nato je nadaljeval študij fizike, matematike in filozofije na Dunaju in Leipzigu. Med drugim sta ga poučevala Pauli in Jung. Leta 1941 ga je zaprl Gestapo zaradi protifašistične dejavnosti. Njegovi profesorji Heisenberg, Hund in von Weizsäcker so pomagali pri njegovi izpustitvi iz zapora. Supek je doktoriral v Zürichu pod Heisenbergovim mentorstvom. Do leta 1943 je sodeloval s Heisenbergom, nato pa se je vrnil v Hrvaško in se pridružil odporniškemu gibanju. Na prirodoslovno-matematični fakulteti v Zagrebu je v letih 1947-85 kot prvi predaval teorijsko fiziko in utemeljil šolo teorijske fizike, ki je fiziko na Hrvaškem vzdignila na evropski nivo. Kasneje je predaval tudi filozofijo znanosti na Filozofski fakulteti.
Bil je eden od pobudnikov ustanovitve Inštituta Ruđerja Boškovića (IRB) v Zagrebu leta 1950 in njegov prvi direktor. Leta 1958 so ga izključili iz Inštituta zaradi nasprotovanja jugoslovanski Zvezni komisiji za jedrsko energijo, ki je načrtovala izdelavo atomske bombe. Postal je tudi akademik.
V letu 1968 so ga izvolili za rektorja Univerze v Zagrebu, 1971 pa so ga ob zatrtju "hrvaške pomladi" politično izključili iz javnega življenja. Med letoma 1991 in 1997 je bil predsednik Hrvaške akademije znanosti in umetnosti (nekdanje JAZU, ki se je preimenovala v HAZU leta 1991).

## Izbrana dela
- zbirka dram Na rubu šume (Mirakul, Heretik, U kasarni na rubu šume, U predsoblju, Otpadnici, Lovišta)
- tragedija Piramida
- roman Dvoje izmedu ratnih linija
- roman Na  atomskom vulkanima (1959)
- drama Na atomskom otoku
- Opstati usprkos
- roman Extraordinarius
- Teorija spoznaje
- Mirakula

## Intervju
Mojca Vizjak Pavšič: Ne moreš biti moralen, če nisi svoboden. Prof. dr. Ivan Supek: "Znanstveniki morajo biti odgovorni za uporabo rezultatov svojih raziskav - Izjemno pomembno je obnoviti humanistični ideal vzgoje in izobraževanja". Teleks, 29. avgust 1985.